# Kishane Thompson
Kishane Thompson (Kingston, 17 luglio 2001) è un velocista giamaicano.

## Biografia
Nel giugno del 2024, Thompson conquista il titolo di campione giamaicano assoluto dei 100 metri piani ai trials olimpici giamaicani a Kingston, con il tempo di 9"77; quindi, il mese seguente, prende parte ai Giochi olimpici di Parigi, dove raggiunge la finale dei 100 metri, che completa in 9"79, vincendo così la medaglia d'argento al fotofinish, alle spalle dello statunitense Noah Lyles, vincitore per soli cinque millesimi di secondo.

## Progressione

### 100 metri piani
| Stagione | Tempo | Luogo        | Data      | Rank. Mond. |
| -------- | ----- | ------------ | --------- | ----------- |
| 2025     | 9"75  | 🇯🇲 Kingston  | 28-6-2025 |             |
| 2024     | 9"77  | 🇯🇲 Kingston  | 28-6-2024 |             |
| 2023     | 9"85  | Xiamen       | 2-9-2023  | 5º          |
| 2022     | 10"21 | Kingston     | 7-5-2022  | 201º        |
| 2020     | 10"56 | Kingston     | 6-3-2020  | 527º        |
| 2019     | 10"59 | Spanish Town | 26-2-2019 | 1321º       |
| 2018     | 10"89 | Kingston     | 22-3-2018 | 4052º       |
| 2017     | 11"17 | Kingston     | 30-3-2017 | –           |

### 200 metri piani
| Stagione | Tempo | Luogo      | Data      | Rank. Mond. |
| -------- | ----- | ---------- | --------- | ----------- |
| 2022     | 20"92 | Kingston   | 23-4-2022 | 531º        |
| 2021     | 21"23 | Kingston   | 17-4-2021 | 937º        |
| 2020     | 21"68 | Santa Cruz | 25-1-2020 | 1455º       |
| 2019     | 21"52 | Kingston   | 26-3-2019 | 1833º       |
| 2018     | 21"94 | Kingston   | 16-6-2018 | 3868º       |
| 2017     | 22"66 | Kingston   | 28-1-2017 | –           |
| 2016     | 22"96 | Manchester | 16-1-2016 | –           |

## Palmarès
| Anno | Manifestazione  | Sede      | Evento      | Risultato | Prestazione | Note |
| ---- | --------------- | --------- | ----------- | --------- | ----------- | ---- |
| 2024 | Giochi olimpici | Parigi    | 100 m piani | Argento   | 9"79        |      |
| 2024 | Giochi olimpici | Parigi    | 4x100 m     | Batteria  | 38"45       |      |
| 2025 | World Relays    | Guangzhou | 4x100 m     | Batteria  | dnf         |      |

## Campionati nazionali
2019
- In semifinale ai campionati giamaicani under 20, 100 m piani - 10"89 (vento: -1,0 m/s)
- 6º ai campionati giamaicani under 20, 200 m piani - 21"96 (vento: -0,2 m/s)

2023
- Eliminato in batteria ai campionati giamaicani assoluti, 100 m piani - 9"91 (vento: +0,6 m/s)

2024
- Oro ai campionati giamaicani assoluti, 100 m piani - 9"77 (vento: +0,9 m/s)

## Altre competizioni internazionali
2023
- Argento allo Xiamen Diamond League ( Xiamen), 100 m piani - 9"85

2025
- Argento alla Shanghai Diamond League ( Shaoxing), 100 m piani - 9"99
- Oro al Prefontaine Classic ( Eugene), 100 m piani - 9"85
- Oro al Kamila Skolimowska Memorial ( Chorzów), 100 m piani - 9"87